# L'Amour avec des si
Pour plus de détails, voir Fiche technique et Distribution.
L'Amour avec des si est un film français réalisé par Claude Lelouch sorti en 1964.

## Synopsis
Une jeune femme se fait prendre en stop. Or un maniaque sexuel vient de s'évader de prison et le signalement donné par la radio concorde.

## Fiche technique
- Titre original : L'Amour avec des si
- Réalisation : Claude Lelouch, assisté de Pierre Uytterhoeven
- Scénario : Claude Lelouch
- Production : Pierre Braunberger
- Société de production : Films 13
- Distribution :  France : Les Films de la Pléiade
- Musique : Danyel Gérard
- Photographie : Jean Collomb et Claude Lelouch
- Montage : Claude Lelouch
- Décors : Mario Franceschi
- Costumes :
- Pays de production :  France
- Genre : Drame policier
- Durée : 85 minutes
- Format : Noir et blanc - Son : mono
- Dates de sortie : 
  - Allemagne de l'Ouest : juin 1964 (Berlinale)
  - France : 2 février 1966

## Distribution
- Guy Mairesse : Jacques Leclerc
- Janine Magnan : L'auto-stoppeuse
- Jean Franval : Un policier
- Richard Saint-Bris : Le commissaire
- France-Noëlle : La patronne de l'hôtel
- Jacques Martin : Le journaliste
- Jean Daurand : Le patron du relais routier
- Bernard Papineau : Papineau
- Joëlle Picaud : La victime du bois
- Jacqueline Morane : Morane
- Rita Maiden : La servante du restaurant

## Distinctions

### Nomination
Ce film a été nommé aux Ours d'or du Festival de Berlin

## Autour du film
Mal remis de l'échec critique de Le Propre de l'homme, et redoutant un nouveau rejet critique, le producteur Pierre Braunberger eut l'idée de profiter de l'organisation d'une Semaine du Cinéma Français en Suède pour y présenter ce métrage. Celui-ci emballa la critique locale et Ingmar Bergman déclara avoir apprécié le film. L'exploitation suédoise permit à elle seule de couvrir les frais engagé par la production. En France la critique fut beaucoup plus froide et l’exploitation se limita à l'unique salle dont Pierre Braunberger était propriétaire, le Panthéon.